# 新聞追追追
《新聞追追追》（英語：News Chase）是臺灣年代新聞台的政論談話性節目，於2011年5月16日至2019年1月4日播出，是同台節目《新聞面對面》以外，最長壽的談話節目。節目初期為90分鐘，之後延長為120分鐘。於每週一至週五22:00－24:00播出，主持人為張啟楷及安幼琪。

## 播出時間

### 首播
| 頻道       | 所在地 | 播映日期                    | 播出時間               | 備註 |
| 年代新聞台 | 臺灣   | 2011年5月23日－2019年1月4日 | 週一至週五 22:00-24:00 |      |

### 重播
| 頻道       | 所在地 | 播映日期                    | 播出時間               | 備註 |
| 年代新聞台 | 臺灣   | 2011年5月24日－2019年1月5日 | 週二至週六 02:00-04:00 |      |
| 年代新聞台 | 臺灣   | 2014年1月1日－2016年5月7日  | 週二至週五 14:00-16:00 |      |
| 年代新聞台 | 臺灣   | 2014年1月1日－2016年5月7日  | 每週六 16:00-18:00     |      |
| 年代新聞台 | 臺灣   | 2016年5月28日－2019年1月5日 | 週二至週六 14:00-16:00 |      |

## 主持人
- 張啟楷：曾任年代新聞部副總編輯、TVBS《2100周末開講》、《2100周日開講》、《新聞不一樣》主持人。
- 安幼琪：現任年代新聞主播，年代《突發琪想》主持人。

### 代班主持人
- 陳園淳：現任《年代早報》主播。

### 年代調查團
節目中設置「年代調查團」，主要任務為解說新聞及相關圖卡，類似其他節目的助理主持人。
- 吳宣儀（2011年5月23日至今）
- 陳園淳（待查至今）
- 洪藜恩（2011年5月23日至2014年）
- 吳郁蕙（2011年5月23日至今）
- 饒祥以（2011年5月23日至待查）
- 林芸帆（2014年）
- 張珮真（2012年）

## 周末新聞追追追
2012年至2015年6月7日，年代新聞台於周末推出姊妹節目《周末新聞追追追》，曾由曹世杰、林昆鋒、高文音搭檔主持。2015年6月13日至2017年3月8日，推出以原主持人林昆鋒、高文音為名的《年代高峰會》節目，大致上與《周末新聞追追追》內容相同。

## 外部連結
- 年代新聞《新聞追追追》官網（繁體中文）
- 年代新聞追追追的Facebook專頁（繁體中文）
- YouTube上的年代【新聞追追追】播放列表（繁體中文）

## 註解
1. ↑  年代【新聞追追追】粉絲團英文名稱

## 電視節目的變遷
| 臺灣年代新聞台 星期一至五 22:00 - 24:00                                          | 臺灣年代新聞台 星期一至五 22:00 - 24:00 | 臺灣年代新聞台 星期一至五 22:00 - 24:00 |
| -------------------------------------------------------------------------------- | --------------------------------------- | --------------------------------------- |
|                                                                                  | 新聞追追追 （2011.05.23 - 2019.01.04）  |                                         |
| 年代新視界 （22:00 - 23:00）饗宴年代 （22:00 - 23:00）晚安年代 （23:00 - 24:00） | 突發琪想 （2019.01.04 - 至今）          |                                         |